# Richter József (artista, 1992)
Ifjabb Richter József (Swansea, 1992. április 7. –) Hortobágyi Károly-díjas magyar artistaművész, a Magyar Nemzeti Cirkusz igazgatója és egyben a világ legfiatalabb cirkuszigazgatója.

## Karrier
Ifj. Richter József 1992. április 7-én született az angliai Swansea-ban, hetedik generációs artistacsalád gyermekeként. Szülei Richter József és Richter Karola szintén artisták voltak. Elefánt és lovasakrobata produkcióikkal az egész világot bejárták. Az 1974–es Monte-carlói Nemzetközi Cirkuszfesztiválon elnyerték az Ezüst Bohóc-díjat.
József, becenevén Joci Budapesten járt általános iskolába. A Magyar Táncművészeti Főiskola Nádasi Ferenc Gimnáziumában érettségizett. Gyermekkorában a Budapesti Honvédban is tornázott. Ötévesen már bátyja, Flórián lovasszámában szerepelt, később póni lovakkal lépett fel.
Négy évig profi teniszezőnek készült. Egy volt artista, Kapros Attila klubjában edzett. A 16 évesek korosztályában 11. volt a magyar ranglistán. Feladva leendő karrierjét, 2008-ban visszatért a cirkusz világához. „Akinek egyszer a forgács a talpához tapad, azt nem tudja többé onnan levakarni” – tartja egy híres cirkuszi mondás és ez Józsefre, saját elmondása szerint teljes mértékben igaz. A magyaron kívül beszél angolul, németül és olaszul is.
2009-ben a Magyar Nemzeti Cirkusz műszaki vezetője lett, 2013-tól az igazgatója. Az igazgatás mellett a műsor aktív fellépője. A Richter névhez méltón, ő is a lovas akrobatikában, illetve az állatok idomításában jeleskedik. Egyik partnere Szandra, az indiai elefánthölgy, aki Roger Mooreral a James Bond-filmek Polipka című részében is szerepelt. Rajta kívül még fellép tevékkel, lámákkal, skót és szürkemarhákkal, fríz és arab lovakkal, valamint a cirkusz egyik büszkeségével, Zambesivel az afrikai zsiráf bikával. Magasiskola produkcióját fekete fríz lovával, Warberrel mutatja be. Az állatszámok mellett, van trambulin és lovas akrobata száma is, melyet saját csoportjával mutat be.
2014 januárjában lovas akrobata csoportjával a Fővárosi Nagycirkuszban megrendezett 10. Budapesti Nemzetközi Cirkuszfesztiválon elnyerték a verseny fődíját, az Arany Pierrot-díjat. A Budapesti Nemzetközi Cirkuszfesztivál 1996 óta íródó történetében még soha nem volt arra példa, hogy magyar artista vihesse haza az arany-díjat. József és csoportja – Bíró Anikó, Dinya Bence és Marton Marius – januári győzelmével beírta magát a cirkusztörténelembe. A világ második legrangosabb cirkuszfesztiválján a zsűri a szakmai tudást, a koreográfiát, a látványt pontozta, de a Richter csoport sikerét mégis az magyarázza, hogy olyan rendkívüli trükköket is bemutattak a lóháton, amelyeket senki más nem tud a világon. 2014. október 18-tól november 16-ig a csoport Franciaországban vendégszerepelt a La Grande Fete Lilloise Du Cirque-ben. Ugyanezért a produkcióért 2015 elején a 23. Massyi Nemzetközi Cirkuszfesztiválon ezüst-díjat, 2017-ben Bukarestben arany-díjat kaptak.
2018-ban a Csak show és más semmi! egyik zsűritagja volt. 2019-ben a Catch! – Úgy is utolérlek! egyik csapatkapitánya volt.
2020-ban a 13. Budapesti Nemzetközi Cirkuszfesztiválon feleségével, Merrylu Richterrel elnyerte az Arany Pierrot-díjat a balett lóháton produkciójukkal, valamint a magyar cirkuszigazgatók aranydíját is.

## Magánélete
2016. február 14-én feleségül vette a német származású szintén artistaművész, Merrylu Casselly-t, esküvőjüket a budapesti Bazilikában tartották. 2022. novemberében hivatalosan is elváltak.

## Díjai
- Arany Pierrot-díj, 10. Budapesti Nemzetközi Cirkuszfesztivál (2014)
- Ezüst-díj, 23. Massyi Nemzetközi Cirkuszfesztivál (2015)
- Arany-díj, 1. Bukaresti Nemzetközi Cirkuszfesztivál (2017)
- Arany Bohóc-díj, 42. Monte-carlói Nemzetközi Cirkuszfesztivál (2018)
- Hortobágyi Károly-díj (2018)
- Arany Pierrot-díj, 13. Budapesti Nemzetközi Cirkuszfesztivál (2020)
- Arany-díj, 23. Latinai Nemzetközi Cirkuszfesztivál (2022)